# Augusts Brigmanis
Augusts Brigmanis (ur. 19 lipca 1952 w Jełgawie) – łotewski agronom i polityk, przewodniczący Łotewskiego Związku Rolników (2000–2019), poseł na Sejm.

## Życiorys
W 1975 ukończył studia w Łotewskiej Akademii Rolniczej w Jełgawie. W latach 1985–1987 sprawował funkcję pierwszego sekretarza Komunistycznej Partii Łotwy w okręgu Saldus. Zajął się prowadzeniem gospodarstwa rolnego w miejscowości Pūre w okręgu Tukums.
W 1990 współorganizował postkomunistyczną partię LNKP. Pod koniec lat 90. był doradcą ministra rolnictwa Aigarsa Kalvītisa. W 2000 został przewodniczącym Łotewskiego Związku Rolników. Objął również funkcję wiceprzewodniczącego koalicyjnego Związku Zielonych i Rolników (ZZS). W wyborach w 2002 uzyskał mandat posła na Sejm z ramienia ZZS, stając na czele frakcji parlamentarnej swojego ugrupowania. Reelekcję uzyskiwał w latach 2006, 2010, 2010 i 2014.
W 2018 znalazł się poza parlamentem. W 2019 na funkcji przewodniczącego partii zastąpił go Armands Krauze. Augusts Brigmanis został wówczas pierwszym wiceprzewodniczącym ugrupowania. W wyniku wyborów w 2022 ponownie uzyskał mandat poselski.
Żonaty, ma troje dzieci.